# The Image of You
The Image of You, (ursprungligen på albanska: Imazhi yt, svenska: bilden av dig), var Albaniens första bidrag i Eurovision Song Contest. Låten framfördes på engelska vid Eurovision Song Contest 2004 i Istanbul av den då 17-åriga sångerskan Anjeza Shahini.
Låten framfördes med startnummer 13 i semifinalen, efter Litauen och före Cypern. Efter att alla bidrag framförts hade Shahini fått 167 poäng, vilket ledde till en 4:e plats och en plats i finalen.
Vid finalen fick Shahini startnummer 7, vilket innebar att hon fick framföra sitt bidrag efter Ukrainas Ruslana och före Tysklands Max. När röstningen var avslutad fick Shahini 106 poäng vilket resulterade i en sjunde plats samt en garanterad finalplats vid Eurovision Song Contest 2005.
Låten var ursprungligen över 4 minuter lång, men eftersom EBU har som regel att låtar inte får vara längre än 3 minuter fick delar av låten göras om. Den albanska uttagningen, Festivali i Këngës 42, vann Shahini med "Imazhi yt" före tvåan Mariza Ikonomi med "Mbi urë" och trean Rosela Gjylbegu med "Hirushja".